# Residència Geriàtrica d'Horta
La Residència Geriàtrica d'Horta és un edifici de les darreres tendències de Barcelona inclosa a l'Inventari del Patrimoni Arquitectònic de Catalunya.

## Descripció
La residència geriàtrica, situat al barri de la Teixonera, té una forma semblant a la d'una fortalesa o acròpoli i està caracteritzada per la seva forma corba i el color terra de la ceràmica vista. Està localitzada en un fort pendent orientat al nord i domina l'Àrea Olímpica de la Vall d'Hebron. La meitat de l'edifici és una residència geriàtrica, mentre que la part restant està oberta a la gent gran del barri.
Degut a la forta pendent on se situa l'edifici, es va optar per construir una àmplia plataforma per accedir-hi, que constitueix també la plaça de l'immoble i que es localitza a tres metres per sota del nivell del carrer. En aquest nivell s'hi troben els accessos, tallers, sales de joc, gimnàs i un gran menjador; les habitacions i els serveis tècnics i administratius es troben als pisos superiors.
L'edifici s'obre en un arc convex per deixar un espai orientat al sud apte per a les activitats de lleure a l'aire lliure. Aquesta contracorba permet recollir la llum natural per les bandes laterals. La plataforma queda vinculada al paisatge obert a través d'un porxo en un tram, mentre que l'altre tram alberga les estances privades. El cercle inscrit al volum separa les dues parts del programa i articula l'entrada principal, que permet l'accés a les primeres plantes de l'immoble.

## Història
Edifici dissenyat pels arquitectes Emili Donato, Miguel Jiménez i Ramón Martí i construït entre els anys 1988 i 1992.